# Oberkommando des Heeres

Flaga OKH 1938-1941

Oberkommando des Heeres (skrót OKH) – niemieckie Naczelne Dowództwo Wojsk Lądowych od 1935 do 1945. W trakcie wojny, szczególnie po przejęciu dowództwa nad Wehrmachtem przez Adolfa Hitlera, kompetencje OKH uległy ograniczeniu i OKH głównie odpowiadało za prowadzenie wojny na froncie wschodnim.
Do roku 1918 i następnie w czasach Republiki Weimarskiej siły lądowe miały czołową pozycję w armii niemieckiej i podlegały Dowództwu Sił Lądowych (niem. Heeresleitung). Pozycja ta została zagrożona w drugiej połowie lat 30. przez utworzenie przez Adolfa Hitlera dekretem z 4 lutego 1938 Naczelnego Dowództwa Wehrmachtu – sił zbrojnych III Rzeszy (niem. Oberkommando der Wehrmacht), w skrócie OKW. Podlegały mu dowództwa wszystkich trzech rodzajów broni Wehrmachtu. Szefem OKW został Wilhelm Keitel, jeden z bardzo oddanych Hitlerowi generałów.

## Naczelni dowódcy wojsk lądowych

### Heeresleitung
Chef der Heeresleitung
| Stopień           | Nazwisko                    | Zdjęcie | Od                  | Do                   |
| ----------------- | --------------------------- | ------- | ------------------- | -------------------- |
| generał major     | Walther Reinhardt           |         | 13 września 1919    | 22 marca 1920        |
| generał pułkownik | Hans von Seeckt             |         | 26 marca 1920       | 9 października 1926  |
| generał pułkownik | Wilhelm Heye                |         | 9 października 1926 | 31 października 1930 |
| generał piechoty  | Kurt von Hammerstein-Equord |         | 1 listopada 1930    | 31 stycznia 1934     |
| generał artylerii | Werner von Fritsch          |         | 1 lutego 1934       | 1 czerwca 1935       |

### Oberkommando des Heeres
Oberbefehlshaber des Heeres
| Stopień           | Nazwisko                | Zdjęcie | Od               | Do                 |
| ----------------- | ----------------------- | ------- | ---------------- | ------------------ |
| generał pułkownik | Werner von Fritsch      |         | 1 czerwca 1935   | 4 lutego 1938      |
| feldmarszałek     | Walther von Brauchitsch |         | 4 lutego 1938    | 19 grudnia 1941    |
|                   | Adolf Hitler            |         | 19 grudnia 1941  | 30 kwietnia 1945 † |
| feldmarszałek     | Ferdinand Schörner      |         | 30 kwietnia 1945 | 8 maja 1945        |

## Szefowie sztabu generalnego wojsk lądowych

### Truppenamt
Chef des Truppenamtes
| Stopień       | Nazwisko                    | Zdjęcie | Od                   | Do                   |
| ------------- | --------------------------- | ------- | -------------------- | -------------------- |
| generał major | Hans von Seeckt             |         | 11 października 1919 | 26 marca 1920        |
| generał major | Wilhelm Heye                |         | 26 marca 1920        | luty 1923            |
| generał major | Otto Hasse                  |         | luty 1923            | październik 1925     |
| generał major | Georg Wetzell               |         | październik 1925     | 27 stycznia 1927     |
| generał major | Werner von Blomberg         |         | 27 stycznia 1927     | 30 września 1929     |
| generał major | Kurt von Hammerstein-Equord |         | 30 września          | 31 października 1930 |
| generał major | Wilhelm Adam                |         | 31 października 1930 | 30 września 1933     |
| generał major | Ludwig Beck                 |         | 1 października 1933  | 1 lipca 1935         |

### Generalstabes des Heeres
Chef des Generalstabes des Heeres
| Stopień           | Nazwisko        | Zdjęcie | Od               | Do               | Uwagi              |
| ----------------- | --------------- | ------- | ---------------- | ---------------- | ------------------ |
| generał pułkownik | Ludwig Beck     |         | 1 lipca 1935     | 31 sierpnia 1938 |                    |
| generał pułkownik | Franz Halder    |         | 1 września 1938  | 24 września 1942 |                    |
| generał pułkownik | Kurt Zeitzler   |         | 24 września 1942 | 10 czerwca 1944  |                    |
| generał porucznik | Adolf Heusinger |         | 10 czerwca 1944  | 21 lipca 1944    | pełniący obowiązki |
| generał pułkownik | Heinz Guderian  |         | 21 lipca 1944    | 28 marca 1945    | pełniący obowiązki |
| generał piechoty  | Hans Krebs      |         | 1 kwietnia 1945  | 2 maja 1945 †    |                    |
| feldmarszałek     | Wilhelm Keitel  |         | 2 maja 1945      | 8 maja 1945      | pełniący obowiązki |
| generał pułkownik | Alfred Jodl     |         | 13 maja 1945     | 23 maja 1945     | pełniący obowiązki |

## Pozostałe funkcje w OKH
- Szefowie Wydziału Operacyjnego: gen. Adolf Heusinger, płk Bogislav von Bonin(inne języki), gen. Walther Wenck
- I Zastępca Szefa Wydziału Operacyjnego: Friedrich Paulus (do 4.02.1942 r.), gen. Günther Blumentritt
- Główny Kwatermistrz: gen. Eduard Wagner, gen. Alfred Toppe
- Szef Wydziału Organizacyjnego: gen. Hellmuth Stieff, gen. Walther Buhle, płk Wendland
- Szef Wydziału Łączności: gen. Erich Fellgiebel, gen. Albert Braun
- Szef Wydziału Obce Armie Zachód: gen. Ulrich Liß(inne języki)
- Szef Wydziału Obce Armie Wschód: gen. Reinhard Gehlen
- Szef Wydziału Transportu: gen. Rudolf Gercke
- Szef Wydziału Personalnego: gen. Bodewin Keitel(inne języki) (do dymisji Haldera w 1942 r.), gen. Rudolf Schmundt(inne języki), gen. Wilhelm Burgdorf (od 1 października 1944 r.)